# Bilan saison par saison de l'Union sportive Valenciennes Olympic
Cette page présente le bilan par saison de l'Union sportive Valenciennes Olympic.

## Tableau bilan
| Saison  | Div | SR  | Final     | Pts | J | V | D | + | - | Diff. | Europe    | Classement     |
| 2002/03 | LFB | 1er | champion  | -   | - | - | - | - | - | -     | Euroligue | finaliste      |
| 2003/04 | LFB | 1er | champion  | -   | - | - | - | - | - | -     | Euroligue | vainqueur      |
| 2004/05 | LFB | 1er | champion  | -   | - | - | - | - | - | -     | Euroligue | 1/8e de finale |
| 2005/06 | LFB | 1er | finaliste | -   | - | - | - | - | - | -     | Euroligue | 3e             |
| 2006/07 | LFB | 1er | champion  | -   | - | - | - | - | - | -     | Euroligue | 1/8e de finale |

Div = Division ; SR = Saison régulière ; Pts = Points ; J = Matchs joués ; V = Matchs gagnés ; D = Matchs perdus ; + = Points marqués ; - = Points encaissés ; Diff. = Différence

## Effectifs

### Saison 2007-2008
Entraîneur : Hervé Coudray
Assistant : Cédric Binault
Kiné : Sabine Juras
Médecin : Cristophe Candelier
| Numéro | Nom                | Née en | Taille | Nationalité | Poste      |
| 4      | Camille Aubert     | 1989   | 1,71 m | France      | Meneuse    |
| 5      | Laurie Koehn       | 1982   | 1,73 m | États-Unis  | Arrière    |
| 7      | Francesca Zara     | 1976   | 1,77 m | Italie      | Meneuse    |
| 8      | Sarah Michel       | 1989   | 1,78 m | France      | Ailière    |
| 9      | Doriane Tahane     | 1989   | 1,92 m | France      | Intérieure |
| 10     | Amélie Pochet      | 1984   | 1,80 m | France      | Meneuse    |
| 11     | Émilie Gomis       | 1983   | 1,77 m | France      | Ailière    |
| 12     | Krissy Badé        | 1980   | 1,82 m | France      | Ailière    |
| 13     | Sabrina Reghaissia | 1983   | 1,88 m | France      | Intérieure |
| 14     | Nicole Ohlde       | 1982   | 1,93 m | États-Unis  | Pivot      |
| 15     | Réka Cserny        | 1981   | 1,90 m | Hongrie     | Intérieure |

### Saison 2006-2007
Entraîneur : Laurent Buffard
Assistant : Jacky Moreau
Kiné : Sabine Juras
Médecin : Cristophe Candelier
| Numéro | Nom                        | Née en | Taille | Nationalité | Poste      |
| 6      | Kristi Harrower            | 1973   | 1,68 m | Australie   | Meneuse    |
| 7      | Sandrine Gruda             | 1987   | 1,87 m | France      | Intérieure |
| 8      | Emmanuelle Hermouet (cap.) | 1979   | 1,82 m | France      | Ailière    |
| 10     | Jennifer Digbeu            | 1987   | 1,87 m | France      | Intérieure |
| 9      | Vedrana Grgin-Fonseca      | 1975   | 1,90 m | Croatie     | Ailière    |
| 13     | Slobodanka Tuvić           | 1977   | 1,96 m | Serbie      | Intérieure |
| 12     | Krissy Badé                | 1980   | 1,82 m | France      | Ailière    |
| 5      | Élodie Godin               | 1985   | 1,90 m | France      | Intérieure |
| 11     | Émilie Gomis               | 1983   | 1,77 m | France      | Ailière    |
| 4      | Lucie Bouthors             | 1988   | 1,75 m | France      | Meneuse    |

### Saison 2005-2006
Entraîneur : Laurent Buffard
Assistant : Jacky Moreau
| Numéro | Nom                   | Née en | Taille | Nationalité          | Poste      |
| 5      | Sandra Le Dréan       | 1977   | 1,87 m | France               | Ailière    |
| 6      | Kristi Harrower       | 1973   | 1,68 m | Australie            | Meneuse    |
| 7      | Sandrine Gruda        | 1987   | 1,87 m | France               | Intérieure |
| 8      | Emmanuelle Hermouet   | 1979   | 1,82 m | France               | Ailière    |
| 9      | Sylvie Gruszczynski   | 1986   | 1,72 m | France               | meneuse    |
| 10     | Jennifer Digbeu       | 1987   | 1,87 m | France               | Intérieure |
| 11     | Sonja Kireta          | 1976   | 1,98 m | Croatie              | Intérieure |
| 12     | Vedrana Grgin-Fonseca | 1975   | 1,90 m | Croatie              | Ailière    |
| 13     | Slobodanka Tuvić      | 1977   | 1,96 m | Serbie-et-Monténégro | Intérieure |
| 14     | Laina Badiane         | 1985   | 1,81 m | France               | Intérieure |
| -      | Kelly Miller          | 1978   | 1,78 m | États-Unis           | meneuse    |

Kelly Miller a assuré le remplacement de Kristi Harrower durant sa blessure ainsi que de Vedrana Grgin-Fonseca
L'USVO termine en tête de la saison régulière en LFB mais dois ensuite s'incliner par trois fois. Tout d'abord en finale du tournoi de la Fédération puis celle de la Coupe de France. Sa bête noire cette saison-là n'étant rien d'autre que son plus grand rival de la décennie, le  Bourges Basket, qui battra Valenciennes une troisième fois en finale (2 matchs à 1) de la LFB, mettant ainsi fin au règne sans partage de l'USVO depuis maintenant 5 ans.
Entre-temps, et pour la 4e fois en cinq ans, l'USVO avait atteint le Final Four de l'Euroligue, mais ne termine que 3e (battant Vilnius) en s'inclinant en demi-finale face aux futures championnes de Brno.

### Saison 2004-2005
- L'USVO conserve son titre de champion de France après avoir remporté la saison régulière.
- 4e participation d'affilée au Final Four de l'Euroligue
- Les joueuses: (#5) Sandra LeDréan, (#13) Slobodanka Tuvić

entraînées par Laurent Buffard et Jacky Moreau